# Grande Mudança Vocálica
A Grande Mudança Vocálica (Great Vowel Shift em inglês) foi uma grande transformação na pronúncia da língua inglesa ocorrida no sul da Inglaterra entre 1200 e 1600.
A Grande Mudança Vocálica foi primeiramente estudada por Otto Jespersen (1860–1943), um linguista e anglicista dinamarquês, cunhador do termo.

## Efeitos
Os valores das vogais longas constituem a principal diferença entre a pronúncia do Inglês médio e do Inglês moderno, e a Grande Mudança Vocálica é um dos eventos históricos que marcam a separação entre eles. Originalmente, essas vogais tinham valores "continental", como aqueles restantes na língua italiana e no latim litúrgico. Contudo, durante a Grande Mudança Vocálica, as duas vogais mais altas tornaram-se ditongos e as outra cinco sofreram uma elevação na articulação em relação às posições dos lábios e da língua, sendo que uma delas tornou-se uma vogal anterior.
As principais mudanças (com as vogais mostradas em IPA) foram, grosso modo, as especificadas abaixo.
No entanto, ocorreram exceções, e as transições nem sempre foram completas, algumas vezes sendo acompanhadas de mudanças na ortografia:
- No inglês médio [aː] (ā) foi anteriorizada para [æː] e então elevada para [ɛː], [eː] e em muitos dialetos transformada em ditongo no inglês moderno para [eɪ] (como em make). Desde o inglês antigo ā sofreu uma mutação para [ɔː] no Inglês médio. Em inglês antigo, ā não corresponde ao ditongo do inglês moderno [eɪ].
- No inglês médio [ɛː] elevou-se para [eː] e depois para [iː] no inglês moderno (como em beak).
- No inglês médio [eː] elevou-se para [iː] no inglês moderno (como em feet).
- No inglês médio [iː] transformou-se no ditongo [ɪi], no que foi seguido muito provavelmente por [əɪ] e finalmente [aɪ] no inglês moderno, como em (as in mice).
- No inglês médio [ɔː] elevou-se para [oː], e no século XVIII isso tornou-se, em inglês moderno, [oʊ] ou [əʊ] (como em boat).
- No inglês médio [oː] elevou-se no inglês moderno para [uː] (como em boot).
- No inglês médio [uː] tornou-se muitas vezes o ditongo [ʊu], sendo isso seguido por [əʊ]; e posteriormente, no inglês moderno, por [aʊ] (como em mouse) no século XVIII. Antes de consoantes labiais, essa mudança não ocorreu, e [uː] continua como em room e droop).

Isso significa que a a vogal na palavra inglesa date era em inglês médio pronunciada [aː] (como em '´pá); a vogal em feet era [eː] (como em pê); a vogal em wipe era [iː] (como em escrito); a vogal em boot era [oː] (como em pôde); e a vogal em house era [uː] (como em computador).
Os efeitos da mudança não foram inteiramente uniformes, e diferenças de graduação nas mudanças vocálicas podem às vezes ser detectadas em dialetos regionais tanto no inglês escrito quanto no falado, como por exemplo na fala de grande parte da Escócia.

### Exceções
Nem todas as palavras passaram por algumas fases da Grande Mudança Vocálica. ea em particular não se tornou [iː] em várias palavras, como great, break, steak, swear e bear. Outros exemplos são father, que não se tornou [ɛː], e broad, que acabou não se tornando [oː].
O abreviamento das vogais em várias etapas produziu mais complicações. ea é novamente um bom exemplo, comumente abreviado antes de consoantes coronais como d e th, assim: dead, head, threat, wealth etc. (Este conhecido na história fonológica das vogais anteriores do inglês como fusão bred-bread.) oo foi abreviado de [uː] para [ʊ] em muitos casos antes de k, d e menos comumente t, como book, foot, good etc. Alguns casos ocorreram antes da mudança de [ʊ] para [ʌ]: blood, flood. De maneira similar, abreviações ainda mais antigas ocorreram em alguns casos contendo ou: country, could.
Note-se que algumas palavras tomadas emprestadas de outros idiomas como soufflé e Umlaut mantiveram a ortografia da língua de origem com o que pode parecer similar aos dos exemplos anteriores, mas uma vez que elas não eram parte da língua inglesa na época da Grande Mudança Vocálica, elas não são verdadeiramente exceções à mudança.

## História
A surpreendente velocidade e a causa exata da mudança continuam sendo mistérios para a linguística e a história cultural, mas algumas teorias atribuem a causa à imigração maciça para o sudeste da Inglaterra após a Peste Negra, onde a diferença de sotaques teria levado determinados grupos a modificarem sua fala de modo a permitir uma pronúncia padronizada dos sons vocálicos. A diferença entre os dialetos e a ascensão de uma classe média padronizada em Londres também teriam levado a mudanças na pronúncia, que continuaram a se espalhar a partir dessa cidade.
A súbita mobilidade social após a peste negra pode ter causado a mudança, com pessoas de níveis inferiores na sociedade deslocando-se para níveis mais elevados (a pandemia também atingiu a aristocracia). Outra explicação destaca a linguagem da classe dominante, a aristocracia medieval havia falado francês, mas no início do século XV, ela estava usando o inglês. Isso pode ter causado uma mudança para o "sotaque de prestígio" do inglês, fosse por tornar a pronúncia mais francesa no estilo, fosse por alterá-la de alguma outra forma ou, ainda, através de hipercorreção deliberada para algo pensado para ser "mais inglês", uma vez que a Inglaterra esteve em guerra com a França durante a maior parte desse período. Outra possível influência teria sido as grandes turbulências políticas e sociais do século XV, que foram em grande parte contemporâneas à Grande Mudança Vocálica.
Uma vez que a ortografia inglesa estava se tornando padronizada nos séculos XV e XVI, a Grande Mudança Vocálica é responsável por muitas particularidades da ortografia inglesa. Ortografias que faziam sentido de acordo com a pronúncia do inglês médio foram mantidas no inglês moderno devido à adoção e utilização da prensa móvel, inventada por Gutenberg na Alemanha por volta de 1440, e introduzida na Inglaterra nos anos 1470 por William Caxton e depois por Richard Pynson.

## Causas
As causas da Grande Mudança Vocálica são desconhecidas :68e têm sido fonte de intenso debate acadêmico, ainda não há um consenso firme. As maiores mudanças ocorreram durante os séculos XV e XVI, e suas origens são, pelo menos em parte, fonéticas.
- Migração populacional : Esta é a teoria mais aceita, alguns estudiosos argumentaram que a rápida migração de povos para o sudeste da Inglaterra a partir do leste e centro de Midlands da Inglaterra[5] após a Peste Negra, foi produzido um choque de dialetos que fez os londrinos distinguirem sua fala da dos imigrantes que vieram de outras cidades inglesas mudando seu sistema vocálico.[6]
- Palavras emprestadas do francês : Outros argumentam que o influxo de palavras do francês foi um fator importante na mudança.[7]
- Hipercorreção da classe média : Outros ainda afirmam que devido ao crescente prestígio da pronúncia do francês entre as classes médias (talvez relacionado à mudança da aristocracia inglesa do francês para o inglês nessa época), um processo de hipercorreção pode ter iniciado uma mudança que resultou involuntariamente em pronúncias vocálicas que são imitações imprecisas das pronúncias francesas.[8]
- Guerra com a França : Uma teoria oposta afirma que as guerras com a França e os sentimentos anti-franceses causaram hipercorreção deliberadamente para fazer o inglês soar menos como o francês.[9]

## Outras línguas
As línguas alemã e neerlandesa também experimentaram mudanças de sons semelhantes aos da primeira fase da Grande Mudança Vocálica. Em alemão, nos séculos XV e XVI, o longo [iː] transformou-se em [ai], (como em Eis, 'gelo') e o longo [uː] em [au] (como em Haus, 'casa'). Em neerlandês aquele se tornou [ɛi] (ijs), e este que havia antes se tornado [yː], tornou-se [œy] (huis). Em alemão também havia um [yː] separado que se tornou [oi], via um intermediário similar ao neerlandês.
O alemão, como o inglês, também modificou o fonema comum germânico *[oː] para [uː], como no Proto-Germânico *fōtuz 'foot' > alemão Fuß (assim como os raros e secundários *[eː] para [iː]). Esta semelhança, porém, acaba por ser superficial em uma inspeção mais minuciosa. Devido às enormes diferenças entre as estruturas do inglês antigo e a fonologia vocálica do alto alemão antigo, isso é surpreendente. Não há nenhuma indicação de que aconteceu alguma coisa às vogais longas do inglês que não [iː uː], mas apenas que se moveu a posição da língua (não há qualquer indício, por exemplo, das características ditongais das modernas bee, bay, bone em nenhum dos manuais ortoépicos (pronúncia) dos séculos XVII e XVIII). Em alemão, o processo foi totalmente diferente, e aconteceu muito antes que os desenvolvimentos ingleses: já nos primeiros textos em Alto alemão antigo (século IX) a vogal em questão é consistentemente escrita -uo-. Ou seja, havia sido "quebrada" em um núcleo com um centro semivogal. Esse complexo núcleo "suavizado" como o termo tinha em alto alemão médio, tornou-se [uː] em alemão moderno por volta da mesma época qie as vogais longas ditonguizadas. O [oː] do alemão moderno possui origens variadas, a mais antiga é a proto-germânica *aw, suavizada antes de /t d r x/ (como em rot 'red', Ohr 'ear', Floh 'flea', etc.) Em outras palavras o som era escrito -ou- em alto alemão antigo. A semelhança original *ai tornou-se [eː] antes /r x w/, permanecendo o que era escrito -ei- em outras.
Em alguns dialetos do alemão /ou ei/ permanecem diferentes desses novos ditongos, mas em alemão padrão eles contraíram-se nos os recentemente criados /au/ e /ai/, respectivamente. Esse último ainda é, de maneira um tanto quanto excêntrica, escrita -ei- como regra, uma relíquia dos tempos em que /ei/ era o único ditongo. Por outro lado, a ortografia alemã manteve-se muito mais consistente que a do inglês.